# Radio nieprzemakalnych
Radio nieprzemakalnych – album kompilacyjny różnych wykonawców wydany w 1988 roku, nakładem wydawnictwa Wifon.

## Lista utworów
1. Fotoness – "Foto"
2. R.A.P. – "Protection Reggae Rockers"
3. One Million Bulgarians – "Czerwone krzaki"
4. Kosmetyki Mrs. Pinki – "Ciągle w ruchu"
5. 1984 – "Sztuczne oddychanie"
6. Opera – "Wracam"
7. Processs – "Kolejny krok cywilizacji"
8. Róże Europy – "Handlarze"
9. Sztywny Pal Azji – "Piosenka dla..."
10. Voo Voo – "Stanie się tak, jak gdyby nigdy nic"